# هرمز (دبیربد)
هرمز (پارسی میانه: Hormezd) یکی از نجیب‌زادگان ساسانی در سده سوم میلادی در زمان حکومت شاپور یکم و دبیربد دربار بود.

## زندگی

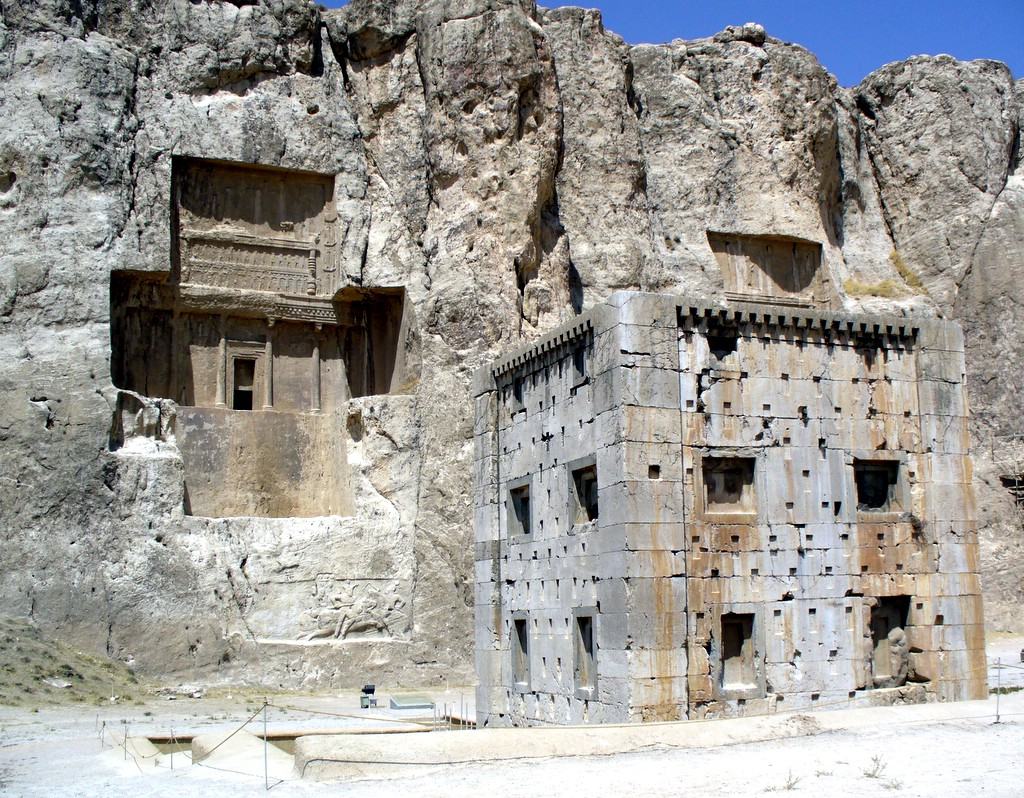
کعبه زرتشت، جایی که سنگ‌نوشته شاپور یکم حک شده‌ است

از او در سنگ‌نوشته شاپور یکم بر کعبه زرتشت به عنوان پسر دبیربد دیگری به نام هرمز یاد شده‌ است. او در این سنگ‌نوشته در میان ۶۷ نجیب‌زاده در رتبهٔ چهل‌وششم قرار دارد. اگرچه منشأ خانوادگی وی مشخص نیست، اما با توجه به موقعیت او و پدرش می‌توان اینگونه برداشت کرد که خانواده او از گذشته دبیر بوده‌اند. اطلاعات دیگری از زندگی او در دست نیست.